# ジェイムス・ミッシェル
ジェイムス・アリックス・ミッシェル（James Alix Michel, 1944年8月18日 - ）は、セーシェルの政治家。同国の第3代大統領を務めた。与党人民党の中心人物の1人。
元々は教師であったが、当時イギリスの王領植民地であったセーシェルは南方の楽園島として世界的に有名になりつつあり、ミッシェルは観光業に従事するようになる。そしてセーシェル独立直前の1976年、フランス＝アルベール・ルネ率いるセーシェル人民統一党（セーシェル人民進歩戦線を経て現在は人民党に改称）に入党した。
入党後は徐々に頭角を現し、ルネの側近として党中央委員会委員に就任。ルネがクーデターで実権を握ると、1977年から1993年までの一党独裁期（第2共和国）の間に、党指導部や国家の要職を歴任したミッシェルは経済政策を担当し、観光業と水産業に根差したセーシェル経済を潤わせた。実際、セーシェルの1人当たり国民所得はアフリカで最も高い。ただし野党勢力からは、政策実施の末期には予算不足で国家財政を危機に陥れたと指摘されている。
1993年の複数政党制導入以後も、セーシェル人民進歩戦線は政権を維持し、ミッシェルも副大統領としてルネの個人支配を支えた。高齢のルネ大統領は2004年4月16日に辞任し、側近であるミッシェルが大統領に昇格した。
2016年9月27日、4年間の任期を残して大統領を辞任し、副大統領のダニー・フォールが大統領に昇格した。